# John Stowe
John Eric Stowe OFM Conv. (ur. 15 kwietnia 1966 w Amherst, Ohio) – amerykański duchowny katolicki, biskup Lexington od 2015.

## Życiorys
Święcenia kapłańskie otrzymał 16 września 1995 w Zakonie Braci Mniejszych Konwentualnych. Przez osiem lat pracował w zakonnej parafii w El Paso, a w latach 2003–2010 był wikariuszem generalnym miejscowej diecezji. W 2010 został wikariuszem prowincji Matki Bożej Pocieszenia.
12 marca 2015 papież Franciszek mianował go biskupem diecezjalnym Lexington. Sakry udzielił mu metropolita Louisville - arcybiskup Joseph Kurtz.